# Metal Gear Solid 2: Digital Graphic Novel
Metal Gear Solid 2: Digital Graphic Novel, anche noto con il titolo originale Metal Gear Solid 2: Bande Dessinée (メタルギアソリッド2 バンドデシネ?), è un OAV del 2008 realizzato dalla Kojima Productions, che ripropone la storia di Metal Gear Solid 2: Sons of Liberty (2001) in uno stile fumettistico, con alcuni approfondimenti e variazioni rispetto all'originale trama di gioco, soprattutto per il maggior ruolo assunto da Solid Snake. In particolare, nell'OAV è Snake, anziché Raiden, a trovare Emma Emmerich e a sconfiggere Solidus.
Pur con delle differenze rispetto alla narrazione originale, questo secondo Digital Graphic Novel si propone di "spiegare", nelle sue 3 ore di durata, la storia di Sons of Liberty, considerata una dalle trame più complesse e controverse nella storia dei videogiochi.
Il titolo fu annunciato in origine per la console PlayStation Portable, ma la distribuzione come videogioco non avvenne; uscì invece come DVD in Giappone (2008) ed è stato successivamente incluso nella raccolta Metal Gear Solid: The Legacy Collection (2013) per PlayStation 3, dove è accessibile come contenuto video insieme alla versione non interattiva del primo Metal Gear Solid: Digital Graphic Novel (2006). L'edizione italiana riporta i balloon in inglese con sottotitoli italiani, ed è doppiata in inglese dagli stessi attori principali del 2001. Anche l'edizione originale, doppiata in giapponese, ha i testi dei balloon in inglese (il fumetto originale, disegnato da Ashley Wood, è in inglese).
Rispetto a Sons of Liberty, l'unico personaggio di rilievo a non essere presente nell'OAV è l'agente Richard Ames; in compenso compaiono la giornalista Karen Hojo (personaggio di Policenauts) e lo spirito di The Sorrow che commenta la propria parentela con Revolver Ocelot.
Voci inglesi
- David Hayter: Solid Snake
- Christopher Randolph: Hal Emmerich
- Paul Eiding: Roy Campbell
- Patric Zimmerman: Revolver Ocelot
- Larc Spies: Mr. X
- Cam Clarke: Liquid Snake
- Jennifer Hale: Emma Emmerich
- Kari Wahlgren: Rosemary
- James C. Mathis III: Peter Stillman
- Phil Lamarr: Vamp e Scott Dolph
- Quinton Flynn: Raiden
- John Cygan: Solidus Snake
- Maura Gale: Fortune
- Barry Dennen: Fatman
- Earl Boen: Sergei Gurlukovich
- Vanessa Marshall: Olga Gurlukovich
- David A. Thomas: The Sorrow
- H. Richard Greene: Presidente Johnson
- Kim Mai Guest: Karen Hojo